# بی۴وای۱
بی۴وای۱ (به انگلیسی: Yokosuka_B4Y) یک هواگرد از نوع هواگرد اژدرافکن ساخت شرکت Yokosuka است. هواگرد بی۴وای۱ نخستین پروازش را در ۱۹۳۵ میلادی انجام داد. این هواگرد در سال ۱۹۳۶ میلادی رسماً معرفی گردید. در مجموع، تعداد ۲۰۵ فروند از این هواگرد ساخته شده‌است.